# Phyllodromica pallida
Phyllodromica pallida es una especie de cucaracha del género Phyllodromica, familia Ectobiidae. Fue descrita científicamente por Brunner von Wattenwyl en 1882.
Habita en España.